# Kreativitet (film)
Kreativitet er en dansk kortfilm fra 2013 instrueret af Isabel Bilde efter eget manuskript.

## Handling
En ung mand forsøger at genfinde sin kreativitet.